# Club de Futbol Damm
El Club de Futbol Damm és un club de futbol català de la ciutat de Barcelona, al districte de Nou Barris. Es dedica exclusivament al futbol base i el seu únic objectiu és la formació esportiva i humana de joves entre 6 i 18 anys mitjançant la pràctica del futbol. Forma part de l'acció social de la Fundació Privada Damm, de l'empresa del mateix nom.
El club es fundà el 1954, essent el primer president Antonio Carrera, que fou seguit en el càrrec per homes com Francesc Barcons, Àngel Rodríguez i Antonio Guiu. Començà amb un equip juvenil, integrat per jugadors de 15 a 18 anys. L'any 1973, l'entitat ja era formada per 8 equips i 150 jugadors i avui dia hi ha 200 jugadors repartits en 11 equips i 64 nens a l'escola de futbol base.

## Jugadors destactats
Entre d'altres, dels seu planter han sorgit jugadors com:
| - Pepín Cabezas - Josep Manel Casanova - Jaume Creixell - Cristóbal Parralo - Javi López - Dani Garcia - Sergio Garcia - Toni Velamazán | - Jordi Codina - Víctor Vázquez - David López - Isaac Cuenca - Álvaro Vázquez - Gerard Moreno - Keita Baldé - Marc Casadó |